# Retinopatia de Purtscher-like
A retinopatia de Purtscher-like é uma doença de origem desconhecida caracterizada por um achado oftalmológico representado por manchas algodonosas branco amareladas no polo posterior do olho e hemorragia peripapilar. A retinopatia pode estar associada a traumatismos de cabeça ou outros tipos de pancadas ou fraturas de ossos longos pelo corpo sendo denominada nesses casos apenas de retinopatia de Purtscher. Quando está associada a pancreatite, parto, gravidez, doenças auto imunes é chamada de retinopatia de Purtscher-like. Causa perda ou diminuição de visão de forma súbita. Foi descrita pela primeira vez em 1910 por Othmar Purtscher associada a traumas e em 1975 associada a pancreatite.